# Giải bóng đá nữ khách mời FIFA 1988
Giải bóng đá nữ khách mời FIFA 1988 hay Giải bóng đá nữ quốc tế, được FIFA tổ chức tại Trung Quốc từ ngày 1 đến ngày 12 tháng 6 năm 1988. Giải đấu là một sự thử nghiệm để xét xem liệu việc tổ chức một kỳ World Cup nữ có khả thi hay không sau kinh nghiệm từ các giải đấu không do FIFA tổ chức như Mundialito (1981–88) và Giải bóng đá nữ khách mới thế giới (1978–87). Giải đấu đã thành công và vào ngày 30 tháng 6, FIFA đã chấp thuận việc hình thành World Cup chính thức cho năm 1991, cũng được tổ chức tại Trung Quốc.
Mười hai đội tuyển quốc gia đã góp mặt trong giải đấu - bốn đội từ UEFA, ba đội từ AFC, hai đội từ CONCACAF, còn lại CONMEBOL, CAF và OFC mỗi khu vực có một đại diện. Nhà vô địch châu Âu Na Uy đã đánh bại Thụy Điển 1–0 trong trận chung kết để giành chức vô địch, trong khi Brazil giành huy chương đồng sau khi đánh bại đội chủ nhà trong loạt sút luân lưu. Úc, Canada, Hà Lan và Hoa Kỳ cũng đã đi đến giai đoạn cuối cùng.

## Địa điểm thi đấu
Giải đấu diễn ra tại 4 thành phố thuộc tỉnh Quảng Đông: Quảng Châu, Phật Sơn, Giang Môn và Phiên Ngung.

## Các đội tham dự
12 đội tuyển quốc gia tham dự giải đấu đều do FIFA mời.
| - Châu Phi (CAF) - Bờ Biển Ngà - Châu Á (AFC) - Trung Quốc - Nhật Bản - Thái Lan - Nam Mỹ (CONMEBOL) - Brasil - Châu Đại Dương (OFC) - Úc | - Châu Âu (UEFA) - Tiệp Khắc - Hà Lan - Na Uy - Thụy Điển - Bắc Mỹ, Trung Mỹ & Caribe (CONCACAF) - Canada - Hoa Kỳ |

## Vòng bảng

### Bảng A
| Đội            | Đ | Tr | T | H | B | BT | BB |
| -------------- | - | -- | - | - | - | -- | -- |
| Trung Quốc (H) | 6 | 3  | 3 | 0 | 0 | 11 | 1  |
| Canada         | 3 | 3  | 1 | 1 | 1 | 7  | 3  |
| Hà Lan         | 3 | 3  | 1 | 1 | 1 | 4  | 2  |
| Bờ Biển Ngà    | 0 | 3  | 0 | 0 | 3 | 1  | 17 |

(H): Chủ nhà
Các trận đấu của Trung Quốc tại bảng này được tổ chức tại Quảng Châu, các trận còn lại được tổ chức tại Phật Sơn.
| 1 tháng 6, 1988 |     |             |
| Trung Quốc      | 2–0 | Canada      |
| Hà Lan          | 3–0 | Bờ Biển Ngà |
| 3 tháng 6, 1988 |     |             |
| Trung Quốc      | 1–0 | Hà Lan      |
| Canada          | 6–0 | Bờ Biển Ngà |
| 6 tháng 6, 1988 |     |             |
| Canada          | 1–1 | Hà Lan      |
| Trung Quốc      | 8–1 | Bờ Biển Ngà |

### Bảng B
| Đội      | Đ | Tr | T | H | B | BT   | BB |
| -------- | - | -- | - | - | - | ---- | -- |
| Brasil   | 4 | 3  | 2 | 0 | 1 | 11   | 2  |
| Na Uy    | 4 | 3  | 2 | 0 | 1 | số 8 | 2  |
| Úc       | 4 | 3  | 2 | 0 | 1 | 4    | 3  |
| Thái Lan | 0 | 3  | 0 | 0 | 3 | 0    | 16 |

Tất cả các trận đấu được tổ chức tại Giang Môn.
| 1 tháng 6, 1988 |     |          |
| Na Uy           | 4–0 | Thái Lan |
| Úc              | 1–0 | Brazil   |
| 3 tháng 6, 1988 |     |          |
| Brazil          | 2–1 | Na Uy    |
| Úc              | 3–0 | Thái Lan |
| 6 tháng 6, 1988 |     |          |
| Na Uy           | 3–0 | Úc       |
| Brazil          | 9–0 | Thái Lan |

### Bảng C
| Đội       | Đ | Tr | T | H | B | BT | BB |
| --------- | - | -- | - | - | - | -- | -- |
| Thụy Điển | 5 | 3  | 2 | 1 | 0 | 5  | 1  |
| Hoa Kỳ    | 4 | 3  | 1 | 2 | 0 | 6  | 3  |
| Tiệp Khắc | 3 | 3  | 1 | 1 | 1 | 2  | 2  |
| Nhật Bản  | 0 | 3  | 0 | 0 | 3 | 3  | 10 |

Tất cả các trận đấu được tổ chức tại Phiên Ngung.
| 1 tháng 6, 1988 |     |           |                                                                            |
| Hoa Kỳ          | 5–2 | Nhật Bản  |                                                                            |
| Sweden          | 1–0 | Tiệp Khắc | SvFF Lưu trữ ngày 6 tháng 2 năm 2022 tại Wayback Machine (tiếng Thụy Điển) |
| 3 tháng 6, 1988 |     |           |                                                                            |
| Sweden          | 1–1 | Hoa Kỳ    | SvFF Lưu trữ ngày 6 tháng 2 năm 2022 tại Wayback Machine (tiếng Thụy Điển) |
| Tiệp Khắc       | 2–1 | Nhật Bản  |                                                                            |
| 6 tháng 6, 1988 |     |           |                                                                            |
| Tiệp Khắc       | 0–0 | Hoa Kỳ    |                                                                            |
| Sweden          | 3–0 | Nhật Bản  | SvFF Lưu trữ ngày 6 tháng 2 năm 2022 tại Wayback Machine (tiếng Thụy Điển) |

### Xếp hạng các đội đứng thứ ba
| TT | Đội       | Tr | T | H | B | BT | BB | HS | Đ |
| -- | --------- | -- | - | - | - | -- | -- | -- | - |
| 1  | Úc        | 3  | 2 | 0 | 1 | 4  | 3  | 1  | 4 |
| 2  | Hà Lan    | 3  | 1 | 1 | 1 | 4  | 2  | 2  | 3 |
| 3  | Tiệp Khắc | 3  | 1 | 1 | 1 | 2  | 2  | 0  | 3 |

## Vòng loại trực tiếp

### Sơ đồ
|  | Tứ kết                  | Tứ kết                  |                          |       | Bán kết       | Bán kết       |  |  | Chung kết | Chung kết |
|  |                         |                         |                          |       |               |               |  |  |           |           |
|  | 8 tháng 6 — Quảng Châu  |                         |                          |       |               |               |  |  |           |           |
|  |                         |                         |                          |       |               |               |  |  |           |           |
|  | Thụy Điển               | 1                       |                          |       |               |               |  |  |           |           |
|  | Thụy Điển               | 1                       | 10 tháng 6 — Phiên Ngung |       |               |               |  |  |           |           |
|  | Canada                  | 0                       |                          |       |               |               |  |  |           |           |
|  | Canada                  | 0                       | Thụy Điển                | 2     |               |               |  |  |           |           |
|  | 8 tháng 6 — Quảng Châu  |                         | Thụy Điển                | 2     |               |               |  |  |           |           |
|  |                         | Trung Quốc              | 1                        |       |               |               |  |  |           |           |
|  | Trung Quốc              | Trung Quốc              | 1                        | 7     |               |               |  |  |           |           |
|  | Trung Quốc              |                         | 12 tháng 6 — Quảng Châu  | 7     |               |               |  |  |           |           |
|  | Úc                      | 0                       |                          |       |               |               |  |  |           |           |
|  | Úc                      | 0                       | Thụy Điển                | 0     |               |               |  |  |           |           |
|  | 8 tháng 6 — Phật Sơn    |                         | Thụy Điển                | 0     |               |               |  |  |           |           |
|  |                         | Na Uy                   | 1                        |       |               |               |  |  |           |           |
|  | Brasil                  | Na Uy                   | 1                        | 2     |               |               |  |  |           |           |
|  | Brasil                  | 10 tháng 6 — Quảng Châu |                          | 2     |               |               |  |  |           |           |
|  | Hà Lan                  | 1                       |                          |       |               |               |  |  |           |           |
|  | Hà Lan                  | 1                       | Brasil                   | 1     |               |               |  |  |           |           |
|  | 8 tháng 6 — Phiên Ngung |                         | Brasil                   | 1     |               |               |  |  |           |           |
|  |                         | Na Uy                   | 2                        |       | Tranh hạng ba | Tranh hạng ba |  |  |           |           |
|  | Hoa Kỳ                  | Na Uy                   | 2                        | 0     | Tranh hạng ba | Tranh hạng ba |  |  |           |           |
|  | Hoa Kỳ                  |                         | 12 tháng 6 — Quảng Châu  | 0     |               |               |  |  |           |           |
|  | Na Uy                   | 1                       |                          |       |               |               |  |  |           |           |
|  | Na Uy                   | 1                       | Brasil                   | 0 (4) |               |               |  |  |           |           |
|  |                         |                         |                          |       |               |               |  |  |           |           |
|  | Trung Quốc              | 0 (3)                   |                          |       |               |               |  |  |           |           |
|  | Trung Quốc              | 0 (3)                   |                          |       |               |               |  |  |           |           |

### Tứ kết
| Thụy Điển | 1–0                    | Canada |
| --------- | ---------------------- | ------ |
| Sundhage  | SvFF (tiếng Thụy Điển) |        |

| Trung Quốc | 7–0 | Úc |
| ---------- | --- | -- |
|            |     |    |

| Brasil | 2–1 | Hà Lan |
| ------ | --- | ------ |
|        |     |        |

| Na Uy | 1–0 | Hoa Kỳ |
| ----- | --- | ------ |
|       |     |        |

### Bán kết
| Thụy Điển              | 2–1                    | Trung Quốc |
| ---------------------- | ---------------------- | ---------- |
| Johansson · Gustafsson | SvFF (tiếng Thụy Điển) | Niu        |

| Na Uy | 2–1 | Brasil |
| ----- | --- | ------ |
|       |     |        |

### Tranh hạng ba
| Brasil            | 0–0 | Trung Quốc |
| ----------------- | --- | ---------- |
|                   |     |            |
| Loạt sút luân lưu |     |            |
|                   | 4–3 |            |

### Chung kết
| Thụy Điển | 0–1                  | Na Uy       |
| --------- | -------------------- | ----------- |
|           | Na Uy Thụy Điển SvFF | Medalen 58' |

| Thụy Điển | Na Uy |

| THỤY ĐIỂN        |    |                      |  |         |
|                  |    |                      |  |         |
| TM               | 1  | Elisabeth Leidinge   |  |         |
| HV               | 3  | Marie Karlsson       |  |         |
| HV               | 4  | Pia Syrén            |  |         |
| HV               | 5  | Eva Zeikfalvy        |  | Thay ra |
| TV               | 6  | Ingrid Johansson (c) |  |         |
| TV               | 7  | Pia Sundhage         |  |         |
| TV               | 9  | Pärnilla Larsson     |  |         |
| TĐ               | 11 | Anneli Gustafsson    |  |         |
| TĐ               | 13 | Anneli Andelén       |  |         |
| TĐ               | 14 | Helen Johansson      |  | Thay ra |
| TV               | 16 | Gunilla Axén         |  |         |
| Dự bị:           |    |                      |  |         |
| TV               | 8  | Camilla Andersson    |  | Vào sân |
| HV               | 14 | Tina Nilsson         |  | Vào sân |
| TĐ               | 10 | Lena Videkull        |  |         |
| TM               | 12 | Ing-Marie Olsson     |  |         |
| TV               | 17 | Anette Palm          |  |         |
| Huấn luyện viên: |    |                      |  |         |
| Gunilla Paijkull |    |                      |  |         |

| NA UY                               |    |                     |  |         |
|                                     |    |                     |  |         |
| TM                                  | 1  | Hege Ludvigsen      |  |         |
| HV                                  | 2  | Cathrine Zaborowski |  |         |
| HV                                  | 3  | Liv Strædet         |  |         |
| TV                                  | 4  | Bjørg Storhaug      |  |         |
| HV                                  | 5  | Gunn Nyborg         |  |         |
| HV                                  | 6  | Toril Hoch-Nielsen  |  | Thay ra |
| TV                                  | 7  | Tone Haugen         |  |         |
| TV                                  | 8  | Heidi Støre (c)     |  |         |
| TĐ                                  | 9  | Birthe Hegstad      |  |         |
| TĐ                                  | 10 | Ellen Scheel        |  |         |
| TĐ                                  | 11 | Linda Medalen       |  | Thay ra |
| Dự bị:                              |    |                     |  |         |
| TM                                  | 12 | Reidun Seth         |  |         |
| TĐ                                  | 13 | Lisbeth Bakken      |  |         |
| TĐ                                  | 14 | Turid Storhaug      |  | Vào sân |
| TV                                  | 15 | Agnete Carlsen      |  |         |
| TĐ                                  | 16 | Sissel Grude        |  | Vào sân |
| Huấn luyện viên:                    |    |                     |  |         |
| Dag Steinar Vestlund Erling Hokstad |    |                     |  |         |

## Đội hình tiêu biểu
Đội hình tiêu biểu do báo chí Trung Quốc bình chọn.
- Elisabeth Leidinge
- Liv Strædet
- Marie Karlsson
- Heidi Støre
- Eva Zeikfalvy
- Roseli
- Linda Medalen
- Carin Jennings
- Sun Qingmei
- Cebola
- Ellen Scheel